# الزراردة (كلاز)
الزراردة هي إحدى مشيخات المملكة المغربية، تتبع جغرافيا لإقليم تاونات وإداريًا لكلاز. يقدر عدد سكانها بـ 5826 نسمة حسب الإحصاء الرسمي للسكان والسكنى لسنة 2004.